# Friedrich Joachim Schnobel
Friedrich Joachim Schnobel (* 18. Oktober 1718 in Lübeck; † 15. April 1765 ebenda) war ein deutscher evangelisch-lutherischer Geistlicher, Hauptpastor der Lübecker Marienkirche und Herausgeber.

## Leben
Friedrich Joachim Schnobel war ein Sohn des Pastors der Petrikirche in Lübeck Joachim Johannes Schnobel und seiner Frau Magdalena Katharina, geb. Küsterbeck. Der Kantor Johann Hermann Schnobel war sein jüngerer Bruder.
Nach dem Besuch des Katharineums zu Lübeck studierte er Evangelische Theologie an den Universitäten Jena und Kiel. Am 24. Oktober 1748 wurde er zum Prediger an der Marienkirche in Lübeck berufen. 1751 wurde er Archidiaconus und am 23. August 1759 Hauptpastor der Marienkirche.
Schnobel verfasste zahlreiche Aufsätze in der Nova Bibliotheca Lubecensis und war mit Johann Daniel Overbeck Mitherausgeber der von 1758 bis 1761 erschienenen Miscellanea Lubecensia.
An ihn erinnerte ein Epitaph in der Marienkirche mit einem von Johann Jacob Tischbein gemalten Porträt.

## Schriften
- De Eo: Unde Lacunae Testimoniorum Atque Defectus In Harmonia Sanctorum Et Profanorum Scriptorum, Vitae Ac Memoriae Christi Inservientium? Kiel 1745 Digitalisat. Staatsbibliothek zu Berlin
- De die appropinquante ad Ebr. X, 25. Lübeck 1752.
- Comment.de recentiori quadam verborum. Lübeck 1754
- Predigt von der Taufe der Erwachsenen über Akt.: VIII,35-39. bey der Taufe eines jungen Mohren. Lübeck 1753